# Karl Lehfeld
Karl Lehfeld (4. November 1811 in Breslau – 1. September 1891) war ein deutscher Arzt und Sanitätsrat.

## Leben
Lehfeld studierte in Berlin, wo er 1835 mit der auch von Johannes Müller in seinem berühmten „Lehrbuch der Physiologie“ anerkannten Dissertation Nonnulla de vocis formatione promoviert wurde. Als praktischer Arzt in Berlin lieferte er noch physiologische Beiträge zur großen Berliner Enzyklopädie der medizinischen Wissenschaften (in 36 Bänden), eine Arbeit über die Cholera, sowie im Auftrag des Ministeriums eine statistische Arbeit über die Abnutzung des Eisenbahnpersonals. Als Geheimer Sanitätsrat beging er 1885 sein 50-jähriges Doktorjubiläum und starb am 1. September 1891.